# Guennadi Komnatov
Guennadi Viktorovitch Kommnatov (en russe : Геннадий Викторович Комнатов), né le 18 septembre 1949 à Jelannoïe, dans l'oblast d'Omsk (Union soviétique) et mort le 19 mars 1979 à Omsk, est un coureur cycliste soviétique des années 1970. Il fut champion olympique des 100 km sur route contre-la-montre, avec l'équipe de l'URSS aux Jeux olympiques de Munich en 1972.

## Biographie
Coureur trapu, de 1,73 m pour 73 kg, il est originaire de Sibérie occidentale, où il est licencié au Bouresvnik d'Omsk. Guennadi Komnatov remporte la médaille d'or aux Jeux olympiques de Munich, avant de remporter trois médailles d'argent aux championnats du monde de cyclisme dans sa spécialité, les 100 km contre-la-montre par équipes.
Il est victime d'un accident de la circulation à l'âge de 29 ans. Un monument a été érigé en son honneur dans son village natal.

## Palmarès
- 1970
  - 8e du championnat du monde du contre-la-montre par équipes (avec Boris Choukhov, Valeri Likhatchev et Nikolay Sytnikov)
- 1972
  -  Champion d'URSS des 100 km contre-la-montre par équipes, avec l'équipe 1 de l'URSS (Valeri Likhatchev, Valeri Iardy, Yuri Mikhaïlov)
  -  Champion olympique des 100 km contre-la-montre sur route par équipes avec l'équipe de l'URSS (Valeri Likhatchev, Valeri Iardy et Boris Choukhov)
- 1973
  -  Champion d'URSS des 100 km contre-la-montre par équipes avec l'équipe "Bourevesnik 1"[2] (Ivan Skosirev, Rinat Charafuline, Viktor Skosirev)
  - 2e et 3e étapes du Ruban granitier breton
  -  Médaillé d'argent du championnat du monde des 100 km contre-la-montre par équipes, avec l'équipe de l'URSS (avec Youri Mikhailov, Boris Choukhov et Sergey Sinizin)
  - 2e du Ruban granitier breton
- 1974
  -  Médaillé d'argent du championnat du monde des 100 km contre-la-montre par équipes, avec l'équipe de l'URSS (avec Rinat Charafuline, Vladimir Kaminski et Valeri Tchaplyguine)
- 1975
  -  Médaillé d'argent du championnat du monde des 100 km contre-la-montre par équipes, avec l'équipe de l'URSS (avec Aavo Pikkuus, Vladimir Kaminski et Valeri Tchaplyguine)
- 1976
  - 4e étape du Tour du Maroc[3]
  - 3e du Tour de Sotchi

## Distinction
- 1972  : Maître émérite  du sport soviétique (Cyclisme)